# Okolím Jindřichovic za výšinami ideálů a do údolí duše

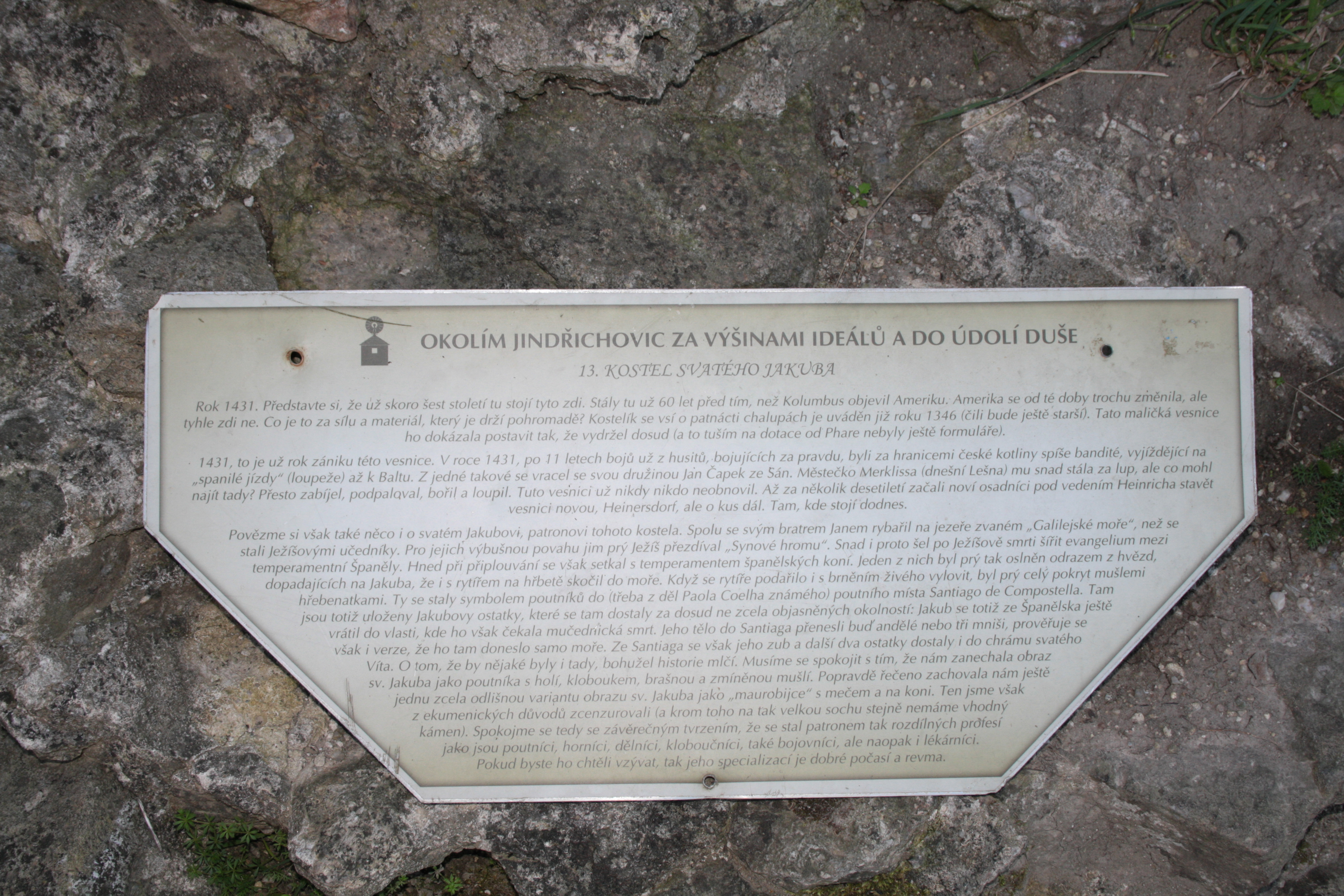
Tabulka stezky u ruin zdejšího kostela svatého Jakuba Staršího

Okolím Jindřichovic za výšinami ideálů a do údolí duše je naučná stezka připravená Zbyňkem Vlkem, rolníkem a provozovatelem Žijícího skanzenu, a dřevosochaři Jožkou Čermákem a Milošem Šimkem. Trasa stezky má délku dvanácti kilometrů a vede v okolí Jindřichovic pod Smrkem, obce ve Frýdlantském výběžku na severu Libereckého kraje České republiky. Podél stezky se nachází celkem 25 zastavení. Jsou například u jindřichovického větrného mlýna, zdejších větrných elektráren, největšího mravenčího města na území kraje, dále u meandrů Jindřichovického potoka, u zdejších kostelů, secesních vil či na místní železniční stanici, která do roku 1945 tvořila hraniční stanici mezi tratěmi do Frýdlantu a do Greiffengergu (dnes Gryfów Śląski). Trasa je určena jak pěším, tak také cyklistům.